# 강옥

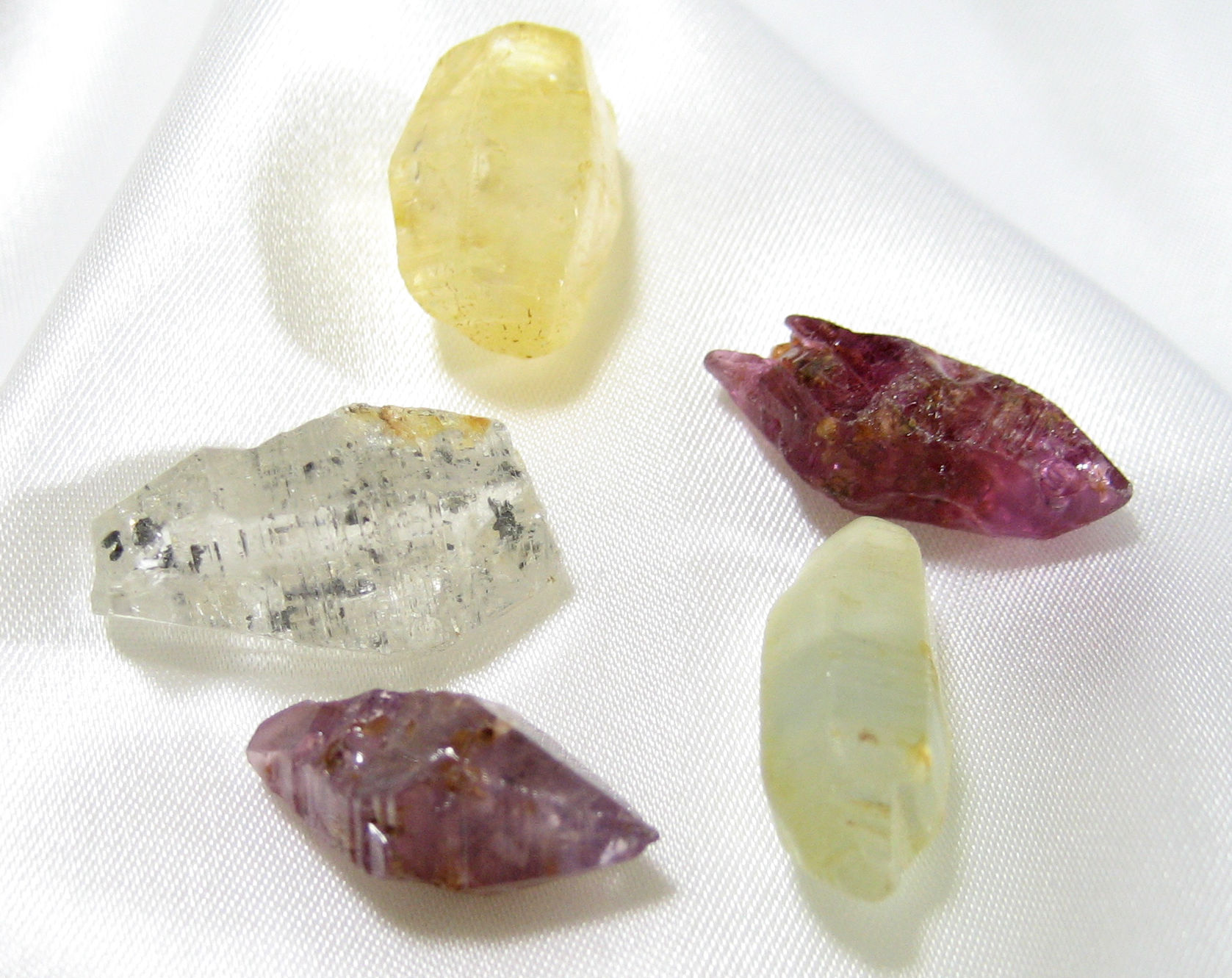

강옥(鋼玉, corundum)은 결정질 산화 알루미늄(III)으로 된 육방정계 보석 광물을 말한다. 루비나 사파이어 등이 있다.

## 같이 보기
- 보석
- 첨정석